# Stenopterus ater

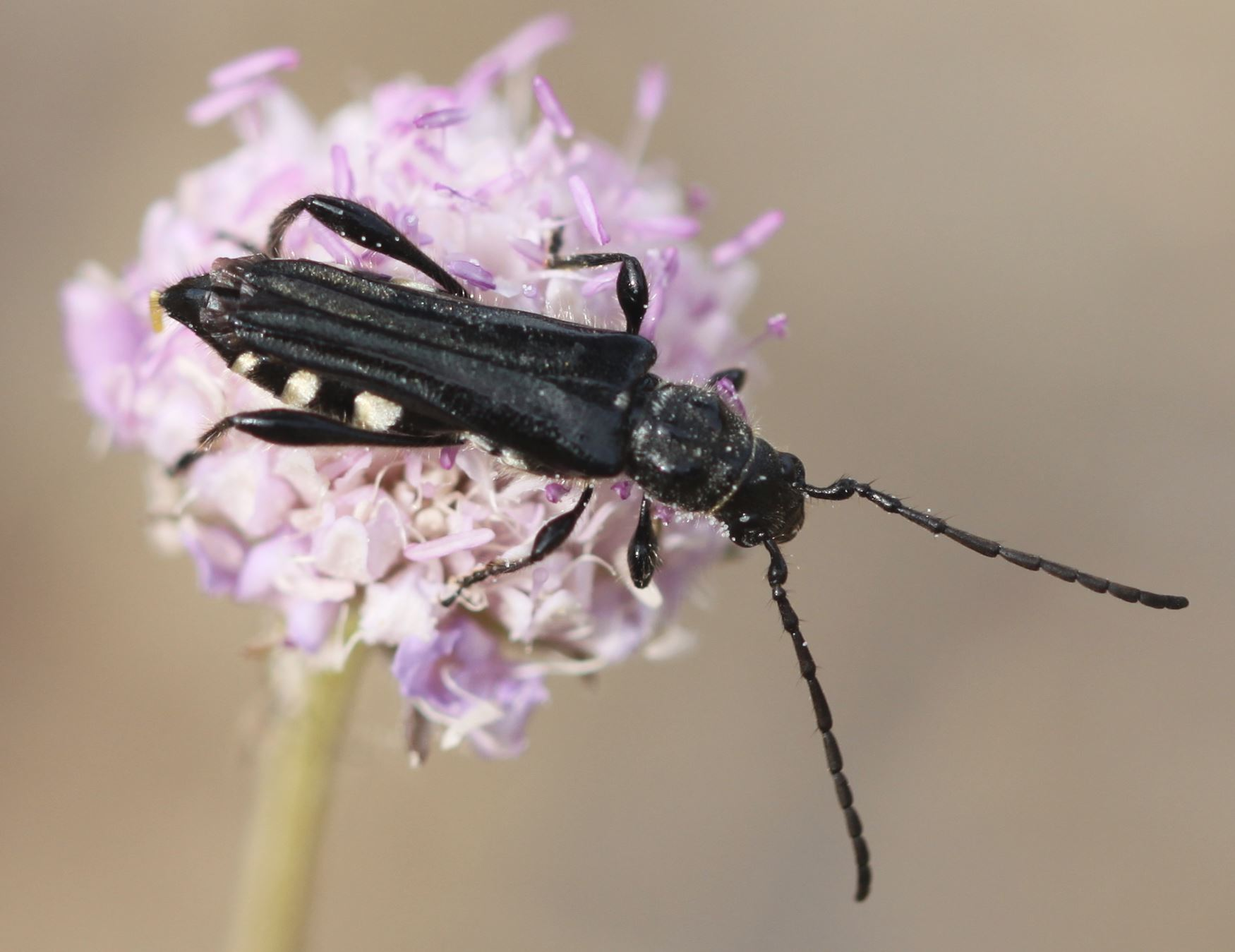
Stenopterus ater, Weibchen

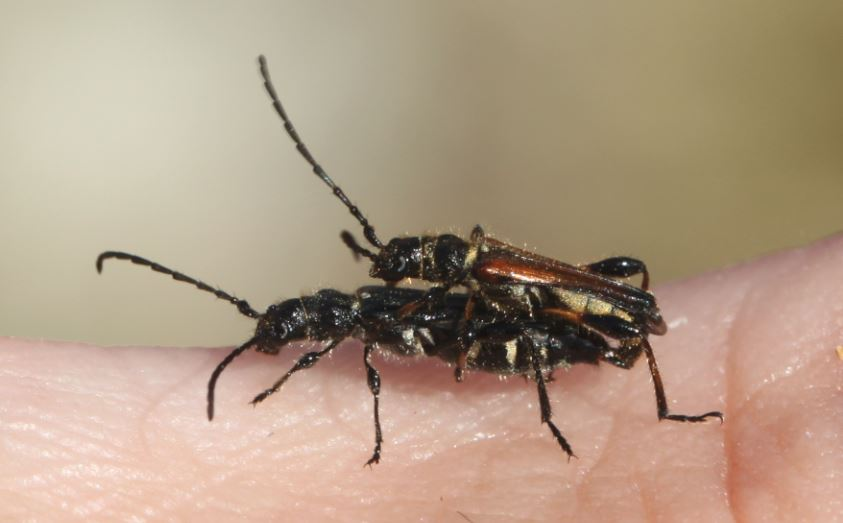
Stenopterus ater, Paarung

Der Stenopterus ater ist ein Käfer aus der Familie der Bockkäfer und der Unterfamilie Cerambycinae.

## Merkmale
Die Käfer besitzen Körperlängen zwischen 6 und 14 mm. Die Art ist in der Färbung variabel. Das erste Fühlerglied weist an der Außenseite eine tiefe Längsfurche auf. Die Weibchen sind fast vollständig schwarz. Die Flügeldecken der Männchen  sind meist gelbbraun. Es gibt aber auch Exemplare mit ziegelroter Färbung. Zu den Flügelspitzen hin werden die Flügeldecken dunkler. Die Femora beider Geschlechter weisen eine Verdickung zum apikalen Ende hin auf. Beim Männchen sind diese schwarz, während der restliche Teil der Beine gelbbraun gefärbt ist.

## Verbreitung
Die Bockkäfer-Art ist im westlichen Mittelmeerraum (Iberische Halbinsel, Maghreb, Südfrankreich, Italien) verbreitet. Isolierte Vorkommen gibt es in Mittel- und Osteuropa.

## Lebensweise
Die Bockkäfer beobachtet man von Juni bis September. Die Imagines besuchen verschiedene Doldenblütler, insbesondere der Gattung Daucus. Ein Lebenszyklus dauert 1 bis 2 Jahre. Die Art ist polyphag. Die Larven entwickeln sich in verschiedenen Laubbäumen, zu diesen zählen u. a. Eichen, Pistazien, Ceratonia, Feigen, Acacia, Prunus, Ginster und Blasensträucher.

## Taxonomie
In der Literatur finden sich folgende Synonyme:
- Necydalis atra Linnaeus, 1767
- Stenopterus rufus var. ater (Linnaeus, 1767)